# Kiełczew Smużny Pierwszy
Kiełczew Smużny Pierwszy – wieś w Polsce położona w województwie wielkopolskim, w powiecie kolskim, w gminie Koło.
W latach 1975–1998 miejscowość administracyjnie należała do województwa konińskiego.
Miejscowość leży 8 km na północny wschód od Koła, przy drodze lokalnej z Wrzący Wielkiej do Kiełczewa Górnego. 
We wsi mieści się szkoła podstawowa oraz funkcjonuje Ochotnicza Straż Pożarna. Znajduje się tu także kościół filialny parafii św.Jakuba Apostoła we Wrzący Wielkiej pod wezwaniem Chrystusa Odkupiciela Świata.